# Даррелл, Ли Макджордж
Ли Макджордж Даррелл (англ. Lee McGeorge Durrell, род. 7 сентября 1949 года, Мемфис, штат Теннесси, США) — американская натуралист, писатель и телевизионная ведущая. Наиболее известна своей работой в Джерсийском зоопарке (на британском острове Джерси) с её покойным мужем, Джеральдом Дарреллом, и как соавтор его книг.

## Биография
Ли родилась 7 сентября 1949 в Мемфисе, штат Тенесси, и уже в детстве проявляла интерес к дикой природе. Она изучала философию в колледже Брин Мор около Филадельфии, прежде чем поступить в 1971 году в аспирантуру Университета Дьюка для изучения поведения животных. Проводила исследования для своей докторской диссертации по акустическим сигналам млекопитающих и птиц Мадагаскара. Познакомилась с Джеральдом Дарреллом, когда он читал лекцию в Университете Дьюка в 1977 году, и вышла за него замуж в 1979 году.
Ли Даррелл переехала в Джерси и начала работать в Фонде охраны дикой природы Даррелла. Сопровождала Даррелла в его трех последних его экспедициях по сохранению природы:
- Мадагаскар, Маврикий и другие Маскаренские острова (1982 г.) (миссия по охране природы, сбор животных для Фонда охраны дикой природы и местных зоологов, а также съёмка эпизодов документального телесериала BBC).
- СССР (1986 г.) (съёмка документального телевизионного сериала «Даррелл в России» совместно с Джеральдом Дарреллом)
- Мадагаскар (1990 г.) (миссия по охране природы, сбор животных для Фонда охраны дикой природы и местных зоологов, а также съемка фильма «Ай-ай и я»

После смерти мужа в 1995 году Ли стала почетным директором Фонда охраны дикой природы имени Даррелла. Сыграла значительную роль в переименовании фонда в честь Джеральда Дарелла к 40-летней годовщине Джерсийского зоопарка. Также является членом различных экспертных групп по охране природы, а в некоторых районах Мадагаскара её с гордостью называют «мать-черепаха» в честь работ с Мадагаскарской клювогрудой черепахой.
В декабре 2005 года Ли Даррелл передала большую коллекцию мёртвых животных (которые первоначально были собраны и вывезены её мужем Джеральдом Дарреллом) в Национальные музеи Шотландии, чтобы помочь в генетическом исследовании редких видов.
Ли выступала в качестве консультанта для шестисерийного фильма ITV 2016 года «Дарреллы», поставленного по роману «Моя семья и другие звери».

## Основные литературные произведения
Ли Даррелл является соавтором трёх книг:
- «Натуралист-любитель» (A Practical Guide for the Amateur Naturalist, 1982) — совместно с Джеральдом Дарреллом.
- «Даррелл в России» (Durrell in Russia, 1986)[8]
- «Состояние ковчега» (State of the Ark, 1986)
  - Предисловие Джеральда Даррелла.
  - Посвящено Джеральду Дарреллу (GMD) за его вклад в дело сохранения природы.

Также она выступила редактором книги «Сборник Лучшее от Джеральда Даррелла» (The Best of Gerald Durrell).

## Признание
В честь Ли и Джеральда Дарреллов был назван подвид змеиноостровного геккона Nactus serpeninsula durrelli, обитающий на Круглом (Иль-Ронд) и Змеином (Serpant Island) островах в группе Маскаренских островов, за их вклад в сохранение гекконов и фауны острова Круглый в целом. Маврикий выпустил марку с изображением этого геккона.
Ли Даррелл была удостоена ордена Британской империи королевой Елизаветой II в 2011 году.